# لورنزو چکی
لورنزو چکی (انگلیسی: Lorenzo Checchi؛ زادهٔ ۲۰ ژانویهٔ ۱۹۹۱) بازیکن فوتبال اهل ایتالیا است.